# Gerry Weber Open 2009
Gerry Weber Open 2009 var en tennisturnering som ingick i ATP-touren 2009.
Tommy Haas vann singeln efter att ha besegrat Novak Djokovic i finalen.

## Mästare

### Singel
Tommy Haas besegrade  Novak Djokovic, 6–3, 6–7(4–7), 6–1

### Dubbel
Christopher Kas /  Philipp Kohlschreiber besegrade  Andreas Beck /  Marco Chiudinelli, 6–3, 6–4